# Murwillumbah
Murwillumbah e o Rio Tweed
Pronunciação
Murwillumbah (7 952 habitantes) é uma cidade do norte da Nova Gales do Sul na Austrália a 848 quilómetros de Sydney, a 13 da fronteira de Queensland e a 132 ao sul de Brisbane junto ao rio Tweed.
O seu nome é de origem Aborígenes e quer dizer "ponto de povoamento".
A cidade está rodeada pela Pacific Highway.
É a cidade de nascimento do ciclista australiano Reginald Arnold.

## Referência
- Estatística de Murwillumbah